# NK Rogaška
Maillots
Actualités
Le NK Rogaška est un club slovène de football basé à Rogaška Slatina. 

## Historique
Le NK Rogaška est fondé en 1999. Après avoir évolué de nombreuses années en troisième et quatrième division, il dispute la deuxième division pour la première fois lors de la saison 2017-2018. Après un titre de champion de deuxième division en 2023, le club évolue pour la première fois en première division lors de la saison 2023-2024. Lors de cette saison, le NK Rogaška termine huitième mais est relégué administrativement ; il remporte aussi la Coupe de Slovénie.

## Palmarès
- Coupe de Slovénie (1)
  - Vainqueur : 2024

- Championnat de Slovénie de deuxième division (1)
  - Champion : 2023

- Championnat de Slovénie de troisième division (1)
  - Champion : 2021

- Championnat de Slovénie de quatrième division (1)
  - Champion : 2016

- Championnat de Slovénie de cinquième division (1)
  - Champion : 2014